# Michel Muller (acteur)
Pour les articles homonymes, voir Michel Muller et Muller.
Michel Muller est un acteur, scénariste, humoriste et parolier français, né le 26 janvier 1935 dans le 10e arrondissement de Paris et mort le 24 janvier 2018 dans le 15e arrondissement de Paris.

## Biographie
Michel Muller naît le 26 janvier 1935, dans le 10e arrondissement de Paris, de parents polonais juifs arrivés en France dans les années 1930. En 1942, pris dans la rafle du Vél' d'Hiv' avec sa sœur Annette et sa mère, il est transféré au camp de Beaune-la-Rolande, puis à celui de Drancy (sa mère meurt en déportation à Auschwitz la même année). Il témoigne de cette expérience dans le documentaire Les Enfants du Vel d'Hiv, co-écrit avec Maurice Frydland en 1992.
Il suit les cours de théâtre de Michel Galabru et d'Olivier Hussenot à la Schola Cantorum de Paris.
À la télévision, il joue dans de nombreux téléfilms réalisés par Jean-Christophe Averty. Il interprète de nombreux rôles dans des séries telles que Vidocq, L'Homme du Picardie, Les Quatre Cents Coups de Virginie, Les Brigades du Tigre, etc. Dans les années 1960 et 1970, il constitue avec Jacques Ferrière le duo comique « Muller et Ferrière ».
Il participe à de nombreux sketches des Guignols de l'info et prête sa voix à des films et séries télévisées dont Papa Schultz (Robert Clary) ou À la une… (en) (Charlie Robinson).
Il est l'auteur des paroles de la chanson Madame Mado m'a dit pour Boby Lapointe, et de sketches pour les émissions de Jean-Christophe Averty avec Jacques Ferrière.
Il meurt le 24 janvier 2018 dans le 15e arrondissement de Paris.

## Théâtre & Music-Hall
- 1959 : La Mégère apprivoisée de William Shakespeare et Eurydice de Jean Anouilh avec Bernard Noël (ATF au Maroc)
- 1960 : Les Gueux au Paradis d’André Obey à la Comédie de l’Ouest: Djakke
- 1960 : Le Roi Kado de Pierre Jakez Hélias (Festival de Quimper)
- 1961 : La Jument du Roi avec la compagnie Jacques Fabbri, théâtre de la Renaissance
- 1961 : Brouhaha avec la compagnie Jacques Fabbri, théâtre de la Renaissance
- 1961 : Poil de Carotte de Jules Renard, mise en scène Jacques Thomas
- 1961 : Youm et les Longues Moustaches de Georges Riquier, théâtre Récamier
- 1962 : L’étoile devient rouge de Sean O'Casey, mise en scène de Gabriel Garran, théâtre Récamier
- 1962 : Gilda appelle Mae West de Claude Parent, mise en scène de Jean-Marie Serreau, festival des Nuits de Bourgogne
- 1963 : Le Misanthrope et Dom Juan de Molière, mise en scène de Pierre Dux, théâtre de l’Œuvre
- 1963-1975 : Bobino, l'Alhambra, etc. en duo avec Jacques Ferrière[réf. nécessaire].
- 1965 : Muller & Ferrière en première partie du spectacle de Jean Ferrat, Alhambra (Paris)
- 1966 : Pantagleize de Michel de Ghelderode, mise en scène de Michel Fontayne au Festival de Cassis
- 1967 : Muller & Ferrière en première partie du spectacle de Georges Brassens, Bobino
- 1967 : Silence, l’arbre remue encore de François Billetdoux, mise en scène Antoine Bourseiller, festival d’Avignon, avec Serge Reggiani
- 1968-1969 : En avant la zizique de Boris Vian, mise en scène Ève Griliquez, théâtre de la Gaîté-Montparnasse
- 1969 : Vincent de Robert Musil mise en scène M.-J. Weber, studio des Champs-Élysées
- 1973 : Chante, Papa, chante de Marcel Moussy, mise en scène René Dupuy, Théâtre des Nouveautés
- 1975-1978 : Le Roi des cons de Wolinski, mise en scène Claude Confortès, Gaîté Montparnasse puis théâtre de l'Atelier, théâtre Fontaine et tournée  (plus de 300 représentations)
- 1982-1983 : Vive les femmes ! de Jean-Marc Reiser, mise en scène Claude Confortès, Gaîté-Montparnasse puis théâtre Fontaine
- 1986: Le programme de la droite, une comédie de Wolinski & Claude Confortès
- 1990 : La Présidente, adaptation de Jean Poiret, mise en scène Pierre Mondy, théâtre des Variétés
- 1991 : Huis clos de Jean-Paul Sartre, mise en scène Daniel Colas, théâtre du Lucernaire
- 1992: Quand épousez-vous ma femme? de Jean-Bernard Luc et Jean-Pierre Conty mise en scène  Daniel Colas : Bardu
- 1993 : Sans rancune, adaptation de Jean Poiret, mise en scène Pierre Mondy, avec Roland Giraud, tournées Baret.
- 1999-2001 : Le Voyageur de l’an 2000 de et avec Henri Guybet
- 2001-2002 : Drôle de manoir de et avec Henri Guybet
- 2002-2005 : Monnaie de singe de et avec Henri Guybet

## Discographie
- 1967 : Michel Muller et Jacques Ferrière, L’alcool - Les robots - Le chanteur engagé, présentation au dos de la pochette par Jean-Christophe Averty, 1 disque 45 tours 17 cm CBS
- 1968 : Muller et Ferrière, Au creux de ton oreille - Madame Desnoix, 1 disque 45 tours 17 cm CBS
- 1971 : En avant la zizique : Extraits du spectacle consacré aux chansons de Boris Vian créé le 17 février 1968 pour la semaine musicale de l'ORTF à Aix en Provence et repris au théâtre de la Gaité Montparnasse - Avec : Francis Lemaire, Robert Darame, Michel Muller - Musiciens : Michel Roques, Benoit Charvet, Franco Manzecchi, France Olivia, 1 disque 33 tours 30 cm Saravah/RCA

## Filmographie

### Acteur
- 1964: Le Rond-point des impasses : court-métrage de Bernard Gesbert, Gérard Gozlan et Guy Chalon: Martin
- 1969 : La désirade de Alain Cuniot : Un dragueur
- 1973 : Les Gaspards de Pierre Tchernia : Nicolas
- 1980 : Alors... Heureux ? de Claude Barrois
- 1980 : C'est pas moi, c'est lui de Pierre Richard : Aldo, le maître d'hôtel
- 1980 : On a volé la cuisse de Jupiter de Philippe de Broca : Un inspecteur de police
- 1980 : Mon oncle d'Amérique d'Alain Resnais : le garde-chasse
- 1981 : Psy de Philippe de Broca : Félix
- 1982 : Les P'tites Têtes de Bernard Menez : Harry
- 1983 : La vie est un roman d'Alain Resnais : Bertin
- 1984 : Vive les femmes ! de Claude Confortès
- 1986 : Paulette, la pauvre petite milliardaire de Claude Confortès : Roger
- 1986 : Gros dégueulasse de Bruno Zincone : le gardien du zoo
- 1986 : Levy et Goliath de Gérard Oury
- 1988 : Soyons sports : court métrage de Gaé Bordessoulles
- 1989 : Pentimento de Tonie Marshall : Pécheur
- 1992 : Les Enfants du Vel d'hiv de Maurice Frydland : documentaire co-écrit par M. Muller et M. Frydland : commentaire

### Télévision

#### Emissions
- 1964-1982 : 79 émissions avec Jean-Christophe Averty
- 1965 : Quoi de neuf de Raoul Sangla : sketch L'alcool avec Jacques Ferrière
- 1967 : Bienvenue de Raoul Sangla : sketch Les Robots avec Jacques Ferrière
- 1969 : L'invité du dimanche de Jacques Audoir : sketches avec Jacques Ferrière
- 1969 : Borges (série documentaire) de José Maria Berzosa : commentaire
- 1970 : Samedi et compagnie de Bernard Lion : sketches avec Jacques Ferrière
- 1970 : Histoire de s'amuser : Le train de Saint-Germain de Jean Pradinas : sketches avec Jacques Ferrière
- 1970 : L'invité du dimanche de Jean Pradinas : sketches avec Jacques Ferrière
- 1970 : Histoire de s'amuser de Jean Pradinas présenté par Alain Decaux : sketches avec Jacques Ferrière
- 1971 : Samedi soir de Georges Folgoas présenté par Diane Segard et Philippe Bouvard : sketches avec Jacques Ferrière
- 1971 : Marcel Amont sur la 2 de Rémy Grumbach : présentation avec Jacques Ferrière
- 1972 : Noël à Paris de Pierre Tchernia
- 1972 : Les Humoristes : Cami de Pierre Philippe : saynète Les Drames du Tyrol avec Jacques Ferrière
- 1972 : Samedi pour vous de Jean Pradinas : sketch Au purgatoire avec Jacques Ferrière
- 1972 : Spécial cinéma comique : Buster Keaton de Gérard Gozlan: sketch avec Jacques Ferrière regardant dans un cinéma un film de Buster Keaton Cops - Extrait de L'épouvantail
- 1974 : Miroirs du temps présent : Opération cœur ou le roman photo de Bernard Gesbert & Guy Chalon
- 1976, 1977, 1978 : Eh bien raconte puis Alors raconte de Georges Folgoas & François Biron : sketches & présentation avec Jacques Ferrière (sketches: "Dialogue d'hommes grenouilles", "La bourse c'est la vie", "Sauvé des eaux", "Le train de Toulouse", "Les rois du tampon", "Menu gastronomique", "De père en fils", ...), Francis Lax, avec Arielle Semenoff (sketch: "La belle avocate"), avec Maurice Horgues (sketch: "Un conseil d'ami"), avec Henri Genès (sketch: "Un curé de choc"), avec André Gaillard (sketchs: "Le barbier de qualité", "L'instruction, quel problème", "Chopin & Musset", "Le piano", "Plus on est de folles"), avec Francis Lemaire (sketch: "Des enfants non violents"), avec Jacques Ciron (sketch: "Le fou"), avec Christian Méry (sketch: "Le sentier"), avec Patrick Green & Olivier Lejeune ("sketch: "La visite du musée Grévin"), avec Perrette Pradier, avec Maurice Travail...
- 1977 : Smoking et carré blanc de Georges Folgoas & François Biron animé par Marcel Amont
- 1978 : Smoking et carré blanc de Georges Folgoas & François Biron animé par Pierre Douglas
- 1978 : Chili Impressions (série documentaire) de José Maria Berzosa : commentaire
- 1978, 1979 : L' inconnu de 19h45 de Georges Folgoas : présentation
- 1979 : Contes modernes "Les cadres et l’environnement économique" de José Maria Berzosa : interprète
- 1979 : L'invité de FR3 "Les modes" de Yves Barbara : lit un extrait du livre de Beauvais "Le Français quis'quose ": la Bible et d'autres textes classiques revus et corrigés en style "moderne" et "policier"
- 1980 : Les inconnus de 18h55 et Les inconnus de 18h45 de Georges Folgoas : présentation
- 1981 : Il y a 25 ans, la Colombe de Maurice Frydland : sketch "La bissectrice" avec Henri Guybet

#### Téléfilms et séries
- 1964 : Les hommes de Albert Riera : Vachet
- 1965 : Dom Juan ou le Festin de Pierre de Marcel Bluwal : La Violette
- 1965 : Les Facéties du sapeur Camember de Pierre Boursaus : Enfance et adolescence de Camember : 2e maçon
- 1965 : La maison du passeur de Pierre Prévert : l'ingénieur du son
- 1966 : Le père Noël s'est évadé de Jean Pierre Marchand : le premier garde
- 1966 : 60 000 fusils - La Révolution Française - Hommes de caractère de Marcel Bluwal : Bécheret
- 1966 : Valmy de Abel Gance & Jean Chérasse
- 1967 : Vidocq : épisodes L'éternel évadé de Marcel Bluwal, Vidocq et les faux témoins de Claude Loursais : un policier
- 1968 : L'Homme du Picardie de Jacques Ertaud : Michel Gaubert
- 1969 : Les Frères Karamazov de Marcel Bluwal : Le greffier
- 1973 : Chto de Nat Lilenstein
- 1974 : Malaventure ép. « Monsieur seul » de Joseph Drimal' : Le mécanicien
- 1975 : La Maison de vos rêves de Gérard Gozlan : un journaliste (diffusion en 1977)
- 1977 : Rossel de Serge Moati
- 1977 : Le Passe-muraille de Pierre Tchernia : Buge
- 1978 : Les Brigades du Tigre, épisode Cordialement vôtre de Victor Vicas : Schutz
- 1978: La farce du destin de Raoul Sangla
- 1979: Les 400 coups de Virginie Les 400 coups de Virginie : de Bernard Queysanne : (1er épisode) Mr Klouhelebec
- 1979: Le petit théâtre d'Antenne 2 : Adam, Eve et le troisième sexe de Gérard Gozlan : voix
- 1980: Le Moustique de Maurice Frydland : un conseiller
- 1981 : Le Boulanger de Suresnes de Jean-Jacques Goron : Mart
- 1981: Le petit théâtre d'Antenne 2 : Et Dieu créa le monde de Gérard Gozlan : le directeur commercial
- 1981: Jupiter 81 de Maurice Frydland : Aramis / Filochard / Charlot / L'Homme OXO
- 1981: Les Yeux pour pleurer de André Cayatte
- 1981-1982: L’Épingle noire de Maurice Frydland : Antonin Prépédigne
- 1982 : Les Nouvelles Brigades du Tigre de Victor Vicas, épisode Le temps des Garconnes de Victor Vicas : un inspecteur
- 1982-1985: Le Village dans les nuages de Jean-Pierre Barizien : Théodule Pitou
- 1982 : Les Enquêtes du commissaire Maigret de Jean-Jacques Goron (série télévisée), épisode : Maigret et les Braves Gens
- 1984: Le Mystérieux Docteur Cornélius de Maurice Frydland : Oscar
- 1985: La Guerre du cochon de Gérard Chouchan : Henri
- 1985: Une Vie comme je veux de Jean-Jacques Goron
- 1985: Donatien-François, marquis de Sade de Patrick Antoine : le médecin
- 1985: L'Homme de pouvoir de Maurice Frydland : le chef piqueur
- 1986: La Force du destin de Maurice Frydland
- 1987: Studio follies de Yves Barbara, Pascal Goethals, Armand Wahnoun : Docteur Guéraud
- 1987: Maguy, épisode Gare au gourou de Jean-Claude Charnay : Le gourou / Marcel, le cousin
- 1988: TSF de Yves Barbara
- 1989: La Patronne de Maurice Frydland
- 1989: Le Masque de Yves Barbara, épisode La radio :  M. Coulomb
- 1991: Le Miel Amer de Maurice Frydland
- 1992: Nestor Burma de Maurice Frydland, épisode Du Rebecca rue des Rosiers : Monsieur Blum
- 1992: Quand épousez-vous ma femme ? de Daniel Colas : Bardu
- 1997: Salut l'angoisse de Maurice Frydland : le thérapeute du sommeil

## Jeux télévisés
- Alors raconte
- L'Inconnu de 19h45
- Les Jeux de 20 heures
- L'Académie des neuf, etc.

## Doublage

### Télévision
- 1988 : Les Guignols de l'info

### Animation
- 20 000 ieues sous les mers (1981) : Johnson
- Alf : copain de Alf
- Babar, roi des éléphants (Babar: King of the Elephants) : Marabou (Wayne Robson)
- Biker Mice, les Motards de l'Espace : Modo
- Gu Gu Ganmo : Cachou (Casio selon les épisodes), père d'Arti
- Kuzco, l'empereur mégalo (The Emperor's New Groove)
- Le Chameau blanc : Zémir
- Les Nouveaux voyages de Gulliver (Gulliver's Travels) (1992) : Trell
- Les Petits Malins (メイプルタウン物語) : Mr Renard, Mr Chien
- Les Razmoket (Rugrats) :	Olivier, le père des Grumeaux (premiers épisodes)
- Marsupilami (série 2) : Orson (ép.#18), M. Atonalovitch (ép.#21)
- Megalopolis : Kuroda (OAV 4)
- Prince Hercule :	Zeus
- La Princesse et la Forêt magique : Mump
- Princesse Shéhérazade : Mr Christine
- Redwall : Buche-à-Buche, Paulo Pato, Merlin
- Superman, l'Ange de Metropolis (Superman: The Animated Series) (1996) : Perry White, Inspecteur Dan Turpin
- Tortues Ninja (Teenage Mutant Ninja Turtles) : Rocksteady, Vernon, Baxter Stockman, Slash

### Jeux video
- MediEvil 2 : Professeur Hamilton Kift

### Cinéma
- 2004 : Thunderbirds : Parker (Ron Cook)